# Doubravník
Doubravník (en allemand : Doubrawnik) est un bourg (městys) du district de Brno-Campagne, dans la région de Moravie-du-Sud, en République tchèque. Sa population s'élevait à 837 habitants en 2020.

## Géographie
Doubravník se trouve dans la vallée de la Svratka, à 10 km au nord-ouest de Tišnov, à 32 km au nord-ouest de Brno et à 156 km à l'est-sud-est de Prague.
La commune est limitée par Černvír et Skorotice au nord, par Běleč et Ochoz u Tišnova à l'est, par Borač au sud, et par Pernštejnské Jestřabí, Olší et Sejřek à l'ouest.

## Histoire
La première mention écrite de la localité date de 1208. La commune a le statut de městys depuis le 10 octobre 2006.

## Administration
La commune se compose de deux quartiers :
- Doubravník
- Křížovice